# Моррисон, Тони
То́ни Мо́ррисон (англ. Toni Morrison; при рождении — Хло́я Энтони Арделия Уо́ффорд (англ. Chloe Anthony Ardelia Wofford); 18 февраля 1931, Лорейн, Огайо — 5 августа 2019) — американская писательница. Лауреат Нобелевской премии по литературе 1993 года как писательница, «которая в своих полных мечты и поэзии романах оживила важный аспект американской реальности». Обладательница Президентской медали Свободы. Член Американского философского общества (1994).

## Биография
Настоящее имя — Хлоя Арделия Уоффорд (англ. Chloe Ardelia Wofford), родилась в Лорейне, Огайо. Вторая из четырёх детей в рабочей семье. С детства любила читать, среди её любимых авторов были Джейн Остин и Лев Толстой. Её отец, работавший сварщиком, в свободное время любил рассказывать истории из жизни чернокожих жителей Америки, что позже нашло отражение в книгах писательницы.
В 1949 году Моррисон поступила в Говардский университет на специальность «английский язык и литература». Там она приобрела псевдоним «Тони» — производное от её второго имени Энтони, которое, по её словам, ей дали при переходе в католичество в 12-летнем возрасте. В 1953 году Моррисон окончила университет со степенью бакалавра, в 1955 году получила степень магистра в Корнеллском университете на основании магистерской диссертации о теме самоубийства в романах Фолкнера и Вирджинии Вулф. После окончания учёбы она стала преподавать английский язык в Университете Южного Техаса в Хьюстоне, штат Техас (1955—1957), затем вернулась работать в Ховард.
В 1958 году она вышла замуж за своего сокурсника, ямайского архитектора, Гарольда Моррисона (Harold Morrison). У Тони и Гарольда родилось двое детей, Гарольд и Слэйд. В 1964 году супруги развелись. После этого Тони переехала в Сиракьюс, где работала редактором научных пособий в фирме «Random House». Спустя чуть больше года перешла на должность редактора в головном офисе издательства Random House в Нью-Йорке. Кроме того, в эти годы она преподавала в Йельском университете и Колледже Барда (Bard College). Работая редактором, Тони способствовала популяризации афро-американской литературы, в частности таких авторов, как Генри Думас (Henry Dumas), Тони Кэйд Бамбара (Toni Cade Bambara), Анджела Дэвис и Гэйл Джонс (Gayl Jones).
На II Конгрессе американских писателей Моррисон призвала к активной борьбе против засилья массовой культуры, к объединению всех демократических сил в литературе США, при этом сильно критикуя американскую действительность: «For the Heroic Movement, 1981» (За героическое движение).
В 1983 Тони Моррисон ушла из издательства. В 1984 получила должность профессора кафедры Альберта Швейцера в университете штата Нью-Йорк в Олбани. С 1989 года работала на кафедре Роберта Ф. Гоена в Принстонском университете. В 2006 году вышла на пенсию.
В 2000 году награждена Национальной гуманитарной медалью США.
Отмечена, среди прочего, Emerson-Thoreau Medal Американской академии искусств и наук (2016).
Много лет дружила с Фрэн Лебовиц.
Тони Моррисон ушла из жизни 5 августа 2019 года в Нью-Йорке.

## Писательство
К началу писательской карьеры Моррисон подтолкнуло участие в неофициальном кружке писателей и поэтов Говардского университета, который собирался для обсуждения произведений его членов. На одно из заседаний она пришла с рассказом о чернокожей девушке, страстно мечтавшей иметь глаза голубого цвета. Позднее этот рассказ послужил основой для первого романа Моррисон «Самые голубые глаза» (1970).
В 1972 году опубликовала роман «Сула» (англ. Sula), который также повествует о нелёгкой судьбе молодой негритянской женщины. В 1973 году роман «Сула» выдвигался на Национальную книжную премию США.
В 1987 году опубликовала роман «Возлюбленная», который получил в 1988 году Пулитцеровскую премию.

## В культуре
В 2023 году Почтовая служба США выпустила марку в её честь.